# Bataille de Cromdale
 (juin 2025).
Si vous disposez d'ouvrages ou d'articles de référence ou si vous connaissez des sites web de qualité traitant du thème abordé ici, merci de compléter l'article en donnant les références utiles à sa vérifiabilité et en les liant à la section « Notes et références ».
Guerre orangiste en Écosse
Batailles
- Loup Hill (en) (1689)
- Killiecrankie (1689)
- Dunkeld (1689)
- Cromdale (1690)
- Glencoe (1692)

La bataille de Cromdale eut lieu les 30 avril et 1er mai 1690 à Cromdale (en) (Écosse). Bien qu'il ne s'agisse que d'un affrontement mineur, cette bataille marqua la fin effective de l'insurrection jacobite (en).

## Contexte
Après leur défaite à la bataille de Dunkeld en 1689, les clans des Highlands s'en sont retournés chez eux, démoralisés. Sir Ewen Cameron assura le commandement du restant de l'armée. Sir Ewen et les autres chefs jacobites se plaignirent auprès du roi Jacques II de l'état précaire dans lequel se trouvaient ses soutiens en Écosse et de la nécessité de leur envoyer de l'aide. Malheureusement, celui-ci était en plein préparatifs pour résister à une menace d'invasion en Irlande. Pour les aider, il envoya toutefois des vêtements, des armes, des munitions et des provisions. Il dépêcha également quelques officiers irlandais à Lochaber, parmi lesquels se trouvait le major général Buchan (en) en tant que commandant en chef des forces jacobites en Écosse.
À l'arrivée de Buchan, une rencontre entre les chefs de clans et les principaux officiers eut lieu à Keppoch, afin d'établir un plan d'action. Certains clans proposèrent de se soumettre au gouvernement, mais Sir Ewen rejeta cette option. La rencontre se solda par la décision unanime de poursuivre le combat, dès que les travaux de printemps seraient accomplis dans les Highlands. Le vaste ralliement des clans fut donc ajourné.
Pendant ce temps, un détachement de 1 200 fantassins fut mis à disposition de Buchan, afin d'affaiblir les positions ennemies le long de la frontière des Lowlands. Le général Buchan fit avancer ses hommes vers Badenoch, dans le but de descendre sur Speyside dans les terres du duc de Gordon, où il comptait rassembler de nouvelles troupes. À la suite de désertions, les forces de Buchan étaient alors réduites à 800 hommes.

## Bataille
Ignorant le conseil de ses officiers écossais de ne pas aller au-delà de Culnakill, Buchan s'avança jusqu'à Cromdale (en), où il établit son campement le 30 avril. Il fut rejoint à Cromdale par Sir Thomas Livingstone (en), commandant de la garnison d'Inverness, à la tête de forces bien supérieures en nombre. Tandis que celui-ci approchait avec ses hommes, sur la rive opposée du Spey, les forces jacobites commencèrent à se replier. La cavalerie de Livingston traversa la rivière et intercepta les Jacobites, qui prirent position au pied de la colline de Cromdale. Submergés par le nombre, les Jacobites ne durent leur salut qu'à un épais brouillard, descendu de la montagne, qui les enveloppa, obligeant Livingston à interrompre la poursuite.
Selon les comptes rendus, les Highlanders eurent 400 hommes tués ou faits prisonniers, alors que Livingston ne perdait qu'entre 0  et   100 morts.
Un petit groupe d'environ une centaine d'hommes, séparés du gros des troupes jacobites, traversa la Spey le lendemain. Poursuivis par des hommes de Livingston, ils furent rattrapés et se dispersèrent sur la lande de Granish près d'Aviemore, où certains furent tués. Ils tentèrent alors de s'emparer du château de Lochinclan (en) mais furent repoussés par le propriétaire et ses fermiers.

## Conséquences
La défaite de Cromdale mit effectivement un terme à la rébellion en Écosse. La propagande jacobite en fit néanmoins une victoire des forces royalistes ; une chanson populaire fut composée à cet effet, dont voici les derniers vers :
The loyal Stewarts, with Montrose,

So boldly set upon their foes,

And brought them down with Highland blows

Upon the Haughs of Cromdale.

Of twenty-thousand Cromwell's men,

Five-hundred fled to Aberdeen,

The rest of them lie on the plain,

Upon the Haughs of Cromdale.
Curieusement, le héros de la chanson, James Graham, 1er marquis de Montrose, était mort 40 ans avant que la bataille n'ait lieu.
Le refrain est resté populaire : il est toujours joué par les pipe bands.
Le champ de bataille se situe près de Grantown-on-Spey, fondée en 1765.

## Source de la traduction
- (en) Cet article est partiellement ou en totalité issu de l’article de Wikipédia en anglais intitulé « Battle of Cromdale » (voir la liste des auteurs).